# 47th (línea Roja)
47th es una estación en la línea Roja del Metro de Chicago. La estación se encuentra localizada en 220 West 47th Street en Chicago, Illinois. La estación 47th fue inaugurada el 28 de septiembre de 1969.  La Autoridad de Tránsito de Chicago es la encargada por el mantenimiento y administración de la estación. La estación está justo dentro del Dan Ryan Expressway.

## Descripción
La estación 47th cuenta con 1 plataforma central y 2 vías. 

## Conexiones
La estación es abastecida por las siguientes conexiones: 
- Rutas del CTA Buses: #15 Jeffery Local #24 Wentworth #43 43rd Street #47 47th #51 51st Street